# 織田智
織田 智（おだ さとる、1899年（明治32年）3月20日 - 1981年（昭和56年）7月19日）は、昭和期の内務官僚。戦後山形県知事（官選最後）を経て、市川市長となる。

## 経歴
福井市出身。東京帝国大学を経て内務省に入省し、1940年から3年間、千葉県書記官・経済部長を務める。その後、朝鮮総督府物価課長となるが、戦後帰国して本省に戻り、1947年3月14日に山形県知事に任命される。
ところが、就任直後に千葉県知事選挙に出馬すべく県知事の辞表を出して無所属での立候補を表明した。折しも日本自由党と日本進歩党（3月31日に民主党となる）の間で統一候補の合意に失敗し、候補を欠いた進歩党は3月17日になって織田を推薦した。4月5日に知事選挙が実施され、自由党公認の元県会議長の川口為之助が1位となったが、当選に必要な票数に達せず、3万票差で2位であった織田との決選投票となった。その際、3位で落選した山口久太（佐原高等女学校校長、後に八千代松陰中学校・高等学校創立）を公認していた日本社会党が、川口と織田の票差や他党の“公認”である川口よりも他党の”推薦”である無所属の織田の方が党内の理解を得やすく、政策協定を組みやすいことから織田への支持を決定、さらに他党も同様の動きを見せた。だが、4月15日の決選投票では伸び悩み、4万票差で川口に敗れた。
その後、1955年に市川市長選挙に立候補して当選したが、参議院選挙が行われた際に織田の公職選挙法違反があり、1956年2月に就任から1年足らずでその職を失った。